# Monoeca brasiliensis
Monoeca brasiliensis är en biart som beskrevs av Amédée Louis Michel Lepeletier och Audinet-serville 1828. Monoeca brasiliensis ingår i släktet Monoeca och familjen långtungebin. Inga underarter finns listade i Catalogue of Life.